# Lenguas de Belice
El idioma oficial de Belice es el inglés. 
El castellano lo habla un 56.6% de la población y el inglés un 62.9%.
Los diversos grupos mayas que habitan en Belice todavía hablan los idiomas originales del maya, la lengua indígena más hablada en el país es el idioma maya kekchi, le sigue el maya mopán y luego el maya yucateco que es ampliamente hablado en México y en menor escala en Guatemala. La lengua creole del país, el inglés criollo (similar a los dialectos criollos de las islas del Caribe de habla inglesa) es la lengua materna del 32,9% de la población.

## Demografía
El inglés es la lengua primaria de la educación pública, junto al castellano que es enseñado en las escuelas primarias y también en las escuelas de nivel secundario. Por este motivo a veces buena parte de los beliceños aseveran que Belice es un estado bilingüe (inglés y español).
| Competencia lingüística en inglés y español | Competencia lingüística en inglés y español | Competencia lingüística en inglés y español | Competencia lingüística en inglés y español | Competencia lingüística en inglés y español |
| Idioma                                      | Habla "muy bien"                            | Habla "algo"                                | Total                                       |                                             |
| ------------------------------------------- | ------------------------------------------- | ------------------------------------------- | ------------------------------------------- | ------------------------------------------- |
| Inglés                                      | 54%                                         | 26%                                         | 80%                                         |                                             |
| Español                                     | 52%                                         | 11%                                         | 63%                                         |                                             |

### Variación del censo de 2000 al de 2010
| año 2010 (mayores de 4 años de edad) | Hablantes | Porcentaje | año 2000              | Lengua materna | Porcentaje | Primera lengua | Porcentaje |
| ------------------------------------ | --------- | ---------- | --------------------- | -------------- | ---------- | -------------- | ---------- |
| Inglés                               | 183.903   | 62.9%      | Inglés                | 7.946          | 3,9%       | 11.551         | 5,6%       |
| Español                              | 165.296   | 56.6%      | Español               | 94.422         | 46,0%      | 88.121         | 43,0%      |
| Criollo beliceño                     | 130.467   | 44.6%      | Criollo beliceño      | 67.527         | 32,9%      | 75.822         | 37,0%      |
| Quekchí                              | 17.581    | 6.0%       | Maya quekchí          | 10.142         | 4,9%       | 9.314          | 4,5%       |
| Mopán                                | 10.649    | 3.6%       | Maya Mopan            | 6.909          | 3,4%       | 6.093          | 3,0%       |
| Alemán                               | 9.364     | 3.2%       | Plautdietsch          | 6.783          | 3,3%       | 6.624          | 3,2%       |
| Garífuna                             | 8.442     | 2.9%       | Garífuna              | 6.929          | 3,4%       | 4.071          | 2,0%       |
| Demás idiomas                        | 7.847     | 2.7%       | Chino                 | 1.607          | 0,8%       | 1.529          | 0,7%       |
| Demás idiomas                        | 7.847     | 2.7%       | Maya Yucateco         | 1.176          | 0.6%       | 613            | 0,3%       |
| Demás idiomas                        | 7.847     | 2.7%       | Hindi                 | 280            | 0,1%       | 193            | 0,1%       |
| Sin respuesta                        | 1.537     | 0.5%       | Otros / sin respuesta | 1.402          | 0,7%       | 1.192          | 0,6%       |
| Total                                | 292.263   | 100%       |                       |                |            |                |            |

### Español
| Censo | Cantidad | Porcentaje |
| ----- | -------- | ---------- |
| 1991  | 80 886   | 43,8%      |
| 2000  | 106 795  | 52,1%      |
| 2010  | 165 296  | 56,6%      |

Hispanohablantes en Belice

## Principales idiomas por distrito
Según el censo de 2010, el inglés es el idioma oficial de Belice y el más hablado en el  distrito de Belice, que es también el más poblado. El español es el idioma más utilizado en los distritos fronterizos de Cayo, Orange Walk y Corozal. El criollo beliceño es el idioma principal en el distrito de Stann Creek, dominando las lenguas mayas en el distrito sureño de Toledo.
| Distrito    | Población | Inglés | Español | Criollo | Maya  |
| ----------- | --------- | ------ | ------- | ------- | ----- |
| Belice      | 95,292    | 72.5%  | 34.1%   | 63.6%   | 1.2%  |
| Cayo        | 75,046    | 66.7%  | 71.5%   | 39.9%   | 6.2%  |
| Orange Walk | 45,946    | 62.2%  | 85.6%   | 16.8%   | 2.3%  |
| Corozal     | 41,061    | 54.4%  | 84.7%   | 18.9%   | 2.5%  |
| Stann Creek | 34,324    | 52.0%  | 39.3%   | 67.4%   | 16.3% |
| Toledo      | 30,785    | 47.9%  | 28.2%   | 47.2%   | 68.4% |
| Total       | 324,528   | 62.9%  | 56.6%   | 44.6%   | 10.5% |

## Belice en Latinoamérica
Belice, tradicionalmente un país aislado del resto de América Latina, ha buscado recientemente un acercamiento a sus vecinos, solicitando la admisión en la Organización de Estados Iberoamericanos y en las Cumbres Iberoamericanas. No obstante, debido al no reconocimiento del español como idioma oficial por parte de Belice, la integración no se ha llevado a cabo todavía.